# Steuler Fliesengruppe
Norddeutsche Steingut AG, war ein Hersteller von keramischen Wand- und Bodenfliesen mit Hauptsitz in Bremen.

## Geschichte

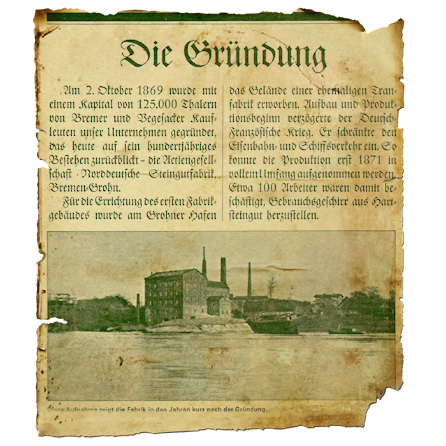
Gründungsbericht der Norddeutsche Steingut Actiengesellschaft

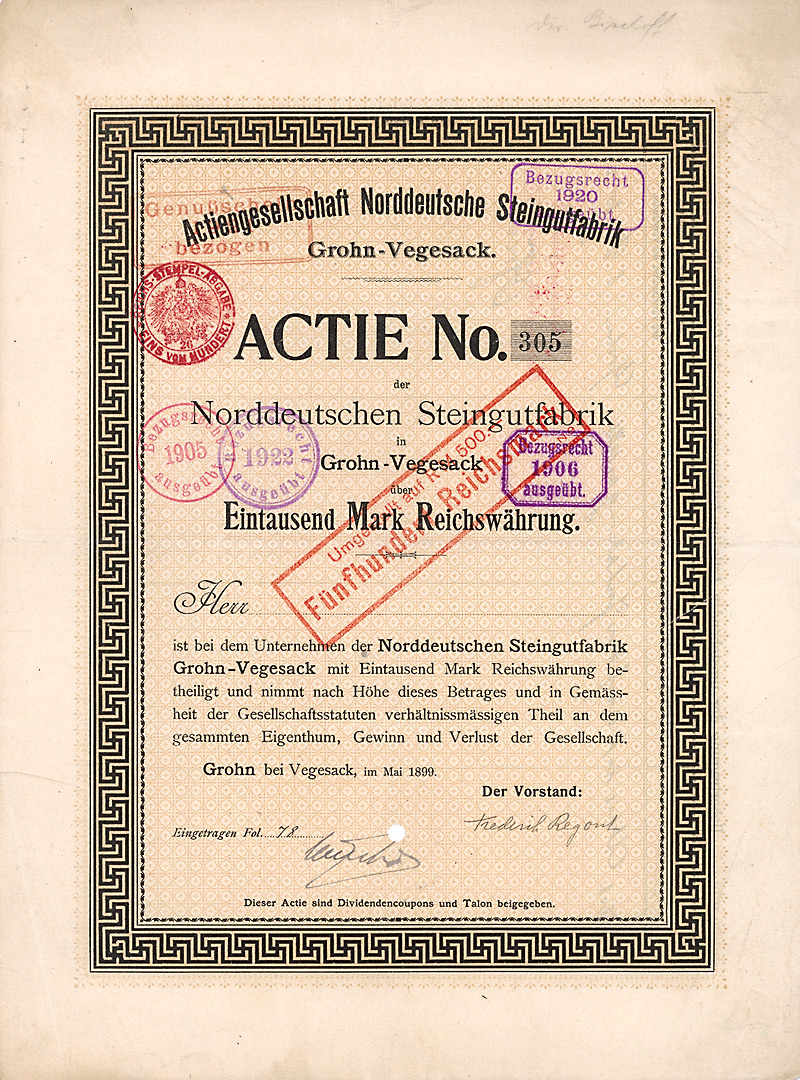
Aktie über 1000 Mark der AG Norddeutsche Steingutfabrik vom Mai 1899

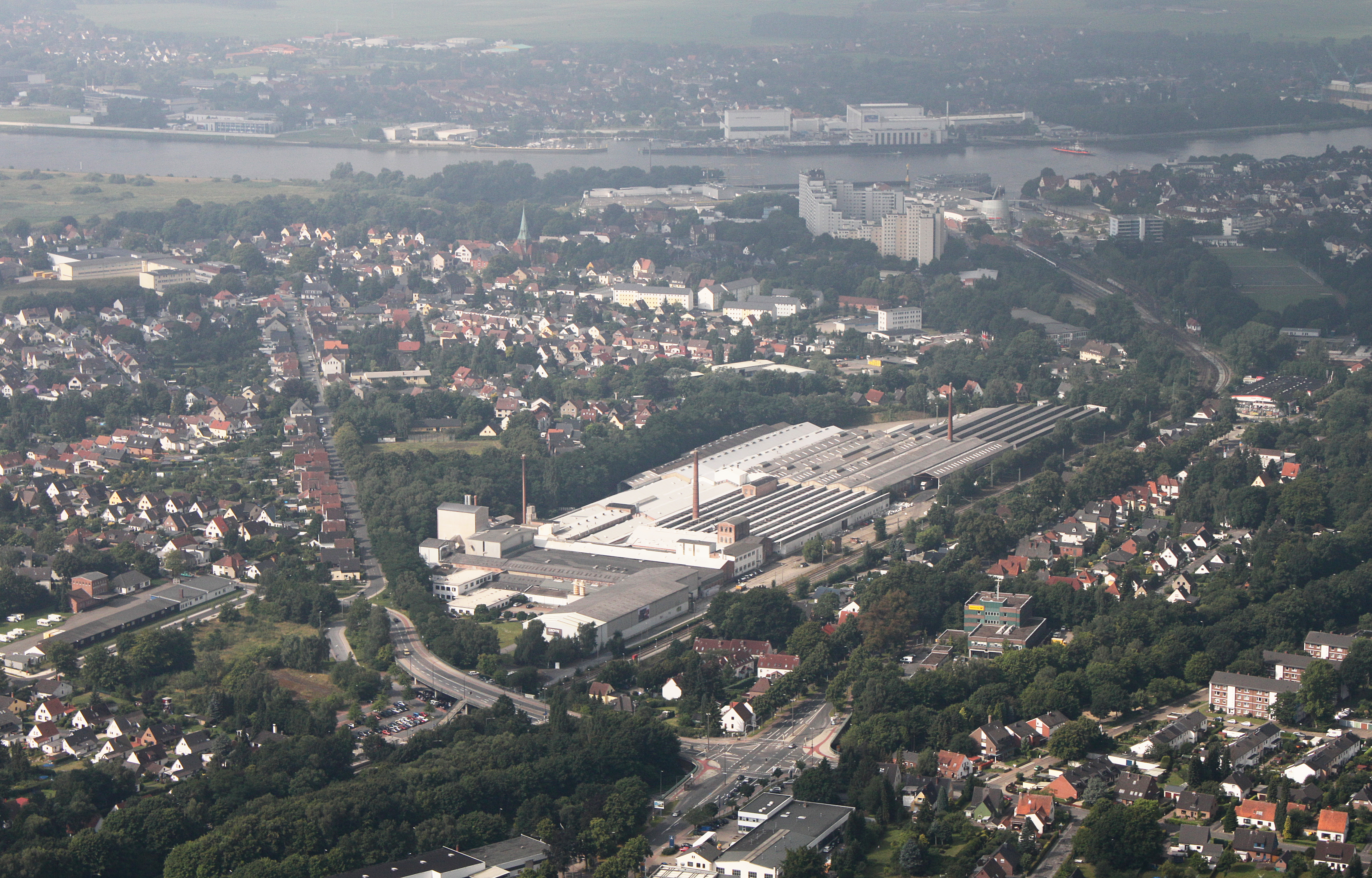
Gebäude der Norddeutschen Steingut in Bremen-Nord

### 19. Jahrhundert
Am 2. Oktober 1869 wurde die Actiengesellschaft Norddeutsche Steingutfabrik von Vegesacker und Bremer Kaufleuten mit einem Grundkapital von 125 000 Reichstalern gegründet, deren Aufgabe in der Herstellung von feinkeramischem Haushaltsgeschirr lag. Direkt an der Weser gelegen, errichtete man im folgenden Jahr die Fabrikationsstätte, die aufgrund der Transporteinschränkungen durch den Deutsch-Französischen Krieg erst 1871 die Produktion in vollem Umfang aufnehmen konnte. Der gute Absatz der Waren ermöglichte eine stete Steigerung der Produktion und die Errichtung energiesparender Mendheim-Gasöfen.
Ab 1879 senkten die feinkeramischen Betriebe der Rheinlande die Preise, um den stagnierenden Markt durch verstärkten Reiz zum Ankauf zu beleben. Zu dieser regionalen Konkurrenz kam die hohe englische Steingutfabrikation, die im Überangebot eine weitere Senkung der deutschen Inlandspreise nach sich zog.
Trotz der Preisabsprache mit anderen Firmen ab Frühjahr 1883 war es der Actiengesellschaft Norddeutsche Steingutfabrik in Grohn nicht möglich, die Verluste voll abzufangen; aus diesem Grund war sie gezwungen, sich ab 1886 auf die günstigere Herstellung von Leichtsteingut zum Export in Länder mit Gewichtszoll umzustellen.
Gegen Ende 1889 wurden neben Haushaltsgeschirr auch Wandfliesen im Nasspressverfahren hergestellt. Hier konnte eine lebhafte Nachfrage verzeichnet werden. Nach dem Wiederaufbau des abgebrannten Werks führte man neue Produktionsverfahren ein, die eine Trockenpressung der Fliesen vorsahen. Durch das rationellere Verfahren konnte die Produktion von Wandfliesen auf 70.000 Stück pro Woche gesteigert werden, so dass das Unternehmen in der Lage war, entscheidende Marktanteile zu gewinnen.
Mit der kompletten Produktionsumstellung auf Wandfliesen ab 1891 wurde nach zehn Jahren erstmals wieder eine Dividende in Höhe von 6 Prozent ausgeschüttet. Die Senkung der Plattenstärke von 10 auf 6 mm hatte auf den Export der Ware einen nachhaltig positiven Einfluss, da der Gewichtszoll bei erhöhten Stückzahlen gleich blieb. So war es trotz hoher Zölle möglich, den Absatz in die Exportgebiete zu steigern. Während man das Rohmaterial per Schiff aus England bezogen hatte, stellte der mit 1902 alleinige Leiter Otto Freise ab 1904 die Rohstofflieferung auf Bahnfracht aus dem Rheinland um und erwarb darüber hinaus ein eigenes Sandlager in günstiger Nähe zur Fabrikationsstätte.

### 20. Jahrhundert
Ab dem 20. Jahrhundert begann auch bei der Fliese die Industrialisierung. England übernahm in Europa die führende Rolle. Druck- und Vervielfältigungsverfahren wurden erfunden und halfen Kosten zu senken. Von nun an waren Fliesen für jeden erschwinglich, und es gehörte zum guten Ton, Wohnräume mit Bildern zu schmücken. Auch Küchen und Bäder wurden phantasievoll gestaltet. Besonders Eingangshallen und Treppenhäuser glänzten mit bunter Fliesenverlegung.
Die Norddeutsche Steingutfabrik produzierte eine Vielzahl dekorativer Jugendstilfliesen. Das Unternehmen und sein Markenzeichen GROHN waren bereits damals über die Grenzen hinaus ein Begriff. Eine Auszeichnung mit der silbernen Medaille auf der Weltausstellung in St. Louis (USA) in 1904 machte den Namen zu einem Qualitätsbegriff.
Die Grohner Wandplattenfabrik wurde von Vegesacker und Bremer Geschäftsleuten am 11. Januar 1906 in Lesum bei Bremen gegründet. Zur Fabrikation und für den Verkauf von Steingut, Wand- und Fußbodenplatten wurde eine weitere Fabrikanlage in Schönebeck an der Bremen-Vegesacker-Eisenbahn errichtet, die den Betrieb im Herbst 1907 aufnahm. In den darauf folgenden Jahren wurde die Fabrik um einen Dampfkessel und eine Pulverisierungsanlage für die Rohstoffe erweitert. Um eine zusätzliche Steigerung der Produktion zu erreichen, wurde der Biskuitofen vergrößert, und man entschloss sich zum Bau einer zusätzlichen Ofenanlage.

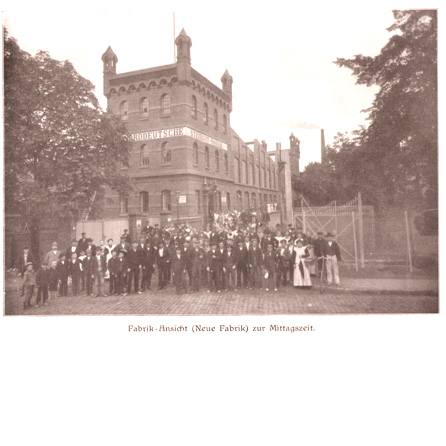
Fabrikansicht Werk I um 1920

Im Geschäftsjahr 1920 ging die Grohner Wandplattenfabrik völlig in den Besitz der Actiengesellschaft Norddeutsche Steingutfabrik über. Unter der neuen Führung konnte bis 1927 die wirtschaftliche Situation des Unternehmens verbessert werden, wobei der gute Absatz ins Ausland die Lage wesentlich beeinflusste. Infolge dieses Aufschwungs wurde 1930 eine neu entwickelte Tunnelofenanlage für den Biskuitbrand der Fliesenscherben in Betrieb genommen. Aufgrund der hohen Investitionen und der allgemein absinkenden Preise, die unmittelbar mit dem Sturz des englischen Pfundes zusammenhingen, wurde das Werk vom 18. Januar bis zum 15. Oktober 1932 stillgelegt.
Erst im 1933 war die Vollbeschäftigung wieder erreicht, da sich die Arbeitsbeschaffungsmaßnahmen der Reichsregierung auch auf den Baumarkt auswirkten. Nach dem Zweiten Weltkrieg, und zwar am 1. Januar 1958, wurde das Unternehmen ebenso wie die Steingutfabrik Witteburg und die Bremer Wandplattenfabrik von der alleinigen Gesellschafterin Norddeutsche Steingutfabrik Grohn übernommen.
Gegen Ende des Zweiten Weltkrieges lag auch die Actiengesellschaft Norddeutsche Steingutfabrik Grohn still und nahm erst um 1945 mit dem Abschluss notwendiger Umbaumaßnahmen die Produktion feinkeramischer Waren wieder auf, um dann 1948, nach der Währungsreform, die Anlagen erneut für die Herstellung von Wandfliesen umzurüsten. Während das Tochterwerk II, die Grohner Wandplattenfabrik, und das Werk III, die Bremer Wandplattenfabrik mbH, in den Jahren 1948 und 1950 die Arbeit wieder aufnahmen, musste das Werk IV, die Steingutfabrik Witteburg AG, 1949 nach der Umstellung auf Bodenfliesen, durch die unrentable Produktion in den veralteten Anlagen 1953 stillgelegt werden. Nach der Einführung der 45-Stunden-Woche im Mai 1957 wurden im Folgejahr die drei Tochtergesellschaften auf die alleinige Gesellschafterin umgewandelt.
In den 1980er Jahren wurde die gesamte Fertigung der Norddeutsche Steingutfabrik auf moderne Einbrand-Schnellbrandtechnologie umgestellt. Zeit- und Energieverbrauch wurden dadurch drastisch gesenkt. Weitere Vorteile lagen im geringeren Platzverbrauch und einer erhöhten Flexibilität.

### 21. Jahrhundert

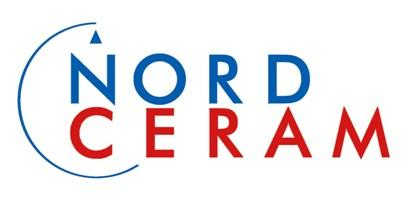
Logo der NordCeram

Die Norddeutsche Steingut AG exportierte in 45 Länder weltweit.
2002 wurde die Firma NordCeram als 100%ige Tochter der Norddeutschen Steingut gegründet. Im Bremerhavener Fischereihafen direkt am seeschifftiefen Wasser entstand eine moderne Produktionsstätte für Feinsteinzeug-Bodenfliesen, deren Anbindung an das Wasser, die Schiene und die Autobahn gute logistische Voraussetzungen bot. Am 23. August wurde mit dem ersten Schnellbrennofen die Produktion begonnen. 2003 wurde der zweite und 2006 der dritte Ofen in Betrieb genommen. Mit einer Leistung von zirka 5,8 Mio m² Feinsteinzeug pro Jahr war Nord Ceram der größte Bodenfliesenproduzent Deutschlands.
Mitte 2014 wurde die Produktion von Fliesen in Bremen-Grohn eingestellt. Andere Unternehmensbereiche, wie Logistik, Musterfertigung oder Unternehmenssteuerung, verblieben am Standort in Grohn. Gleichzeitig wurde in den Standort in Bremerhaven investiert. Im Januar 2021 veröffentlichte die Zeitung Weser-Kurier einen Artikel über den Verkauf des 10 Hektar großen Grundstück an zwei Projektentwickler.
Im Geschäftsjahr 2020 wurde im Geschäftsbericht ein Rekordminus von 8,7 Millionen Euro ausgewiesen, das AG-Konzernergebnis mit den Ergebnissen der anderen Gesellschaften sogar −11,8 Millionen Euro (−1,2 Millionen Euro im Jahr 2019). 2021 sollte die Veränderung einer Neuorganisation des Unternehmens abgeschlossen sein. Geplant war dadurch ein Verlust von nur noch 0,8 bis 1,2 Millionen Euro und im Jahr 2022 erwartete der Vorstand Gewinne. Die Prognose wurde aber bereits im September 2021 revidiert.
In der Hauptversammlung am 26. August 2021 wurde die Namensänderung in Steuler Fliesengruppe AG beschlossen. Durch die Mehrheitsanteile der Familie Steuler erfüllte die Abstimmung nur einen formalen Zweck. Die von den seit 2020 eingesetzten Vorständen eingeleitete Umstrukturierung führte im November 2021 nach 152 Jahren zum Verschwinden des Bremer Traditionsunternehmens.
Nach einem positiven Geschäftsergebnis 2022 meldete das seit 2021 unter Steuler Fliesengruppe AG zusammengeführte Unternehmen Insolvenz in Eigenverwaltung am 4. Juli 2023 an. Im September wurde bekanntgegeben, dass das Werk Steuler-Fliesen in Mühlacker geschlossen wird, das Werk Nord Ceram in Bremerhaven von Metawolf AG weiterbetrieben werden soll und das Werk Leisnig sowie die gesamte Administration aus Bremen-Grohn in die italienische Fliesengruppe Panaria übergeht.
Die Norddeutsche Steingut AG war nach der Bremer Vulkan Werft (1893–1997), der Bremer Woll-Kämmerei AG (1883–2009) und der Bremer Tauwerk-Fabrik (1793–1988) das letzte verbliebene große Industrieunternehmen in Bremen-Nord.
2024 wurden auf dem ca. 10 Hektar großen Firmengelände in Bremen-Grohn die nicht erhaltenswerten Gebäude abgerissen, um Platz für ein neues städtebauliches Gebiet, das Steingut-Quartier, zu schaffen.

### Archiv
Die Chronik des Unternehmens wird vom Heimatmuseum Schloß Schönebeck erhalten. Hier ist eine permanente Ausstellung zu sehen.

## Produkte
Das Angebot umfasste in den letzten Kollektionen Wandfliesen in den Formaten bis 40 × 120 cm sowie Feinsteinzeug bis 120 × 120 cm und Platten in 2 cm Stärke.

### Grohner Kalenderfliese
Die Kalenderfliese von Grohn wurde erstmals zum 100-jährigen Bestehen 1968/1969 hergestellt und ab 1971 jährlich neu aufgelegt. Verschiedenen Designer gestalteten ab Mitte der 70er den reinen Kalender in Verbindung mit lokalen und Motiven des Zeitgeschehens. Seit 1993 wurde der Vogel des Jahres abgebildet und die Kalenderfliese war längst nicht nur bei Kunden und Mitarbeitern zum begehrten Sammlerstück geworden. Die 45. und letzte Kalenderfliese wurde mit einem besonders aufwendigem Glasurmotiv produziert.
Besondere Motive:
- 1969 100 Jahre Norddeutsche Steingut
- 1991 Deutsche Wiedervereinigung
- 2000 Musical Jekyll and Hyde
- 2009 40 Jahre Grohner Kalenderfliese
- 2014 Ahoi, die letzte Kalenderfliese

## Tochtergesellschaften
- 1906 Gründung Grohner Wandfliesenfabrik
- 1920 Übernahme der Steingutfabrik Witteburg in Farge, die mit Unterbrechungen noch bis 1958 produzierte.
- 1980 Übernahme 88 % der 1911 gegründeten Steingutfabrik Engers in Neuwied (1985 wieder verkauft)
- 1995 Gründung zusammen mit Steuler-Fliesen die Fa. Kerateam in Leisnig in Sachsen. Kerateam war bis zur Umstrukturierung in die Steuler Fliesengruppe AG ein 50%ige Tochter der Norddeutschen Steingut.
- 2002 Gründung Bremerhaven das Feinsteinzeugwerk NordCeram als 100%ige Tochtergesellschaft der Norddeutschen Steingut. Die Fabrik wurde 2021 an die Steuler Fliesengruppe AG übertragen.

## Vorstände
- 1869 Maurermeister Albert Encke, Bremen (Vorsitzer)
- 1869 Rentier Joh. Friedrich Rust, Bremen (stellvertretender Vorsitzer)
- 1869 Kaufmann Dietrich Friedrich Rabe, Bremen
- 1869 Ernst Christian Weyhausen, Bremen
- 1869 Oekonom Johann Wilhelm Smidt zur Dunge
- 1900–1950 Otto Freise
- 1922–1928 Paul Landwehr
- 1922–1934 Paul Freise
- 1922–1945 Karl Kroemer
- 1934–1960 Georg Kahler
- 1934–1945 Adolf Kunz
- 1948–1956 Hermann Andres
- 1949–1969 Erwin Körner
- 1958–1981 Bernhard Holke
- 1967–1976 Heinz Henze
- 1974–2004 Walter Krawitz
- 1980–2003 Arthur Mocker
- 2003–2017 Karl-Heinz Fabel
- 2003–2020 Stefan Zeidler
- 2018–2021 Rüdiger Grau, Landshut
- 2020–2022 Alexander Lakos, München
- 2021–2022 Peter Wilson, Nürnberg

## Aufsichtsräte
- 1869 Konsul Friedrich Albert Schumacher, Architekt Below und Makler Johann Friedrich Lauts

- 2020 Michael Steuler (Höhr-Grenzhausen), Jürgen Grimm (Taunusstein), Stefan Voßkühler (Hohentengen), Martin Steuler (Mönchengladbach) und Arbeitnehmervertreter Emanuele Cicero  (Leisnig), Tino Helm (Hartha)